# Lijst van schouten van Huisduinen en Helder
Dit is een lijst van schouten van de Nederlandse gemeente Den Helder in de provincie Noord-Holland. Het bestuurlijke gebied heette eerst Huisduinen en later; Huisduinen en Helder, Helder en Huisduinen, Helder, en sinds 1928 Den Helder.
Van 1283 tot en met 1599 waren de heren van het huis Egmont eigenaar van het gebied. In die tijd was een schout belast met de lage rechtspraak en een baljuw met de hoge rechtspraak. Toen het gebied werd gekocht door de Staten van Holland en West-Friesland werden de ambten samengevoegd. Naast baljuw en schout waren ze vaak ook dijkgraaf, strandvonder en gerechtsbode. Al konden ze de functie van bode ook door een ander laten waarnemen. De benaming schout werd gebruikt tot 1825 waarna het veranderde in burgemeester. Zie daarvoor het artikel Lijst van burgemeesters van Den Helder.
| Ambtsperiode | Naam Schout                                   | Functie                                  | Bron          |
| ------------ | --------------------------------------------- | ---------------------------------------- | ------------- |
| 1409         | Willem van Alcemade                           | baljuw en rentmeester                    | [ 2 ]         |
| 1409         | Pieter Janssoon                               | schout                                   | [ 2 ]         |
| 1417         | Jan Clomp                                     | idem                                     | [ 2 ] [ 3 ]   |
| 1574         | Andries Jansz. Cristal                        | idem                                     | [ 2 ]         |
| 1580 - 1600  | Dirck Cornelisz. Vroulandt                    | idem                                     | [ 4 ] [ 5 ]   |
| 1594         | Claes Simon Tuijnsaet                         | provisioneel schout                      | [ 2 ]         |
| 1600 - 1628  | Huybert Willemsz. Valck                       | baljuw en schout                         | [ 4 ] [ 6 ]   |
| 1628 - 1659  | Anthony Huibertsz. Valck                      | idem                                     | [ 4 ]         |
| 1659 - 1685  | Anthony Michielsz. van Voorthuijsen           | idem                                     | [ 7 ]         |
| 1685 - 1701  | Adriaan van Coppenol                          | idem                                     | [ 2 ]         |
| 1701 - 1740  | Johannes Brinko                               | idem                                     | [ 2 ]         |
| 1741 - 1745  | Jan van Egmond                                | idem                                     | [ 8 ]         |
| 1745 - 1749  | (Jonkheer) Jacob van Veen                     | idem                                     | [ 8 ] [ 9 ]   |
| 1750 - 1751  | Adam Stuurman                                 | idem                                     | [ 9 ]         |
| 1751 - 1776  | Kersje Visser                                 | idem                                     | [ 10 ] [ 11 ] |
| 1776 - 1789  | Pieter de Leeuw                               | idem                                     | [ 6 ] [ 12 ]  |
| 1789         | Mr. David Pan                                 | provisioneel baljuw en schout            | [ 2 ]         |
| 1789 - 1810  | Cornelis van Herwerden                        | baljuw en schout, na 1810 alleen notaris | [ 6 ] [ 13 ]  |
| 1810 - 1815  | Alexander Jan Augustus (baron) van Westerholt | maire                                    | [ 6 ]         |
| 1815 - 1817  | Pieter Korff                                  | provisioneel burgemeester                | [ 2 ]         |
| 1817 - 1818  | Jacob Giltjes                                 | fungerend schout                         | [ 2 ]         |
| 1818 - 1824  | Cornelis Theodorus (C.T.) van Herwerden       | tevens notaris                           | [ 14 ] [ 15 ] |
| 1824 - 1825  | Jan in 't Velt                                | schout, was daarna burgemeester tot 1850 | [ 6 ]         |